# Герб лена Евлеборг
Герб лена Евлеборг (швед. Gävleborgs läns vapen) — символ современного административно-территориального образования лена Евлеборг.

## История
Герб лена Евлеборг утверждён 1938 году.

## Описание (блазон)
Щит рассечённый и пересечённый, в первом и четвёртом усеянных синими шарами серебряных полях червлёный лось с золотыми рогами и копытами, во 2-м и 3-м чёрных полях — вздыбленый золотой козёл с червлёными рогами, языком и копытами.

## Содержание
В гербе лена Евлеборг объединены символы ландскапов Естрикланд и Хельсингланд.
Герб лена может использоваться органами власти увенчанный королевской короной.

Герб ландскапа Естрикланд
Герб ландскапа Хельсингланд
Герб лена с королевской короной